# Meletius Smotriscius

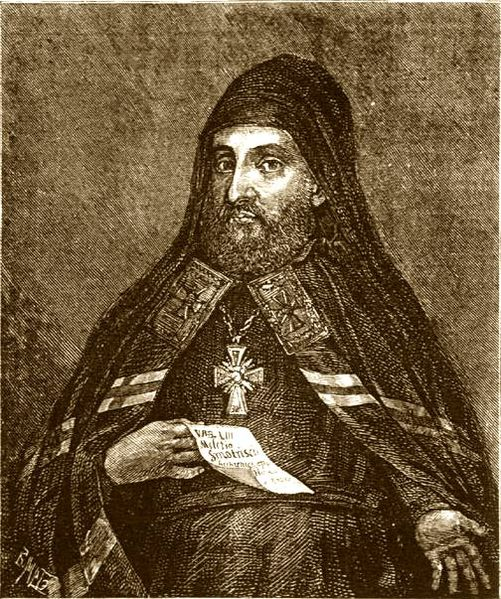
Meletius Smotrizki

Meletius Smotrycki (auch Smotrizki, Smotriski, u. ä., lateinisch Meletius Smotriscius; weltlicher Name Maxim, Pseudonym Theophil Ortolog;  * um 1577; † 17.jul. / 27. Dezember 1633greg., Dermań, Wolhynien, Königreich Polen-Litauen) war ein ruthenischer Gelehrter, Philologe, Schriftsteller und Theologe. Er war nomineller orthodoxer Erzbischof von Połock (1622–1628).

## Leben
Sein Vater war der bekannte Gelehrte Gerasim Smotrizki, der erste Rektor der Ostroger Akademie, der unter anderem auch an der Übersetzung der Ostroger Bibel, der ersten gedruckten kirchenslawischen Bibel von 1581, beteiligt war. Er lernte zunächst bei seinem Vater in der Akademie  und wurde nach dessen Tod von Konstantin Ostrogski auf die Akademie der Jesuiten in Vilnius geschickt. Danach studierte er an protestantischen Universitäten in Leipzig, Wittenberg und Nürnberg und erwarb dort möglicherweise einen Doktor der Medizin.
Smotrizki kehrte zunächst nach Minsk zurück. Danach ging er etwa um 1608 nach Vilnius, wo er mehrere polemische Schriften gegen die unierte Kirche in Polen-Litauen veröffentlichte. 1610 wurde der Verkauf dieser Schriften durch König Sigismund III. untersagt.
Um 1615/1616 wurde er einer der ersten Rektoren der neuen Schule der orthodoxen Bruderschaft in Kiew, wo er Kirchenslawisch und Latein lehrte.
1620 wurde er von Patriarch Theophan III. gebeten, das Amt des orthodoxen Erzbischofs von Połock, Witebsk und Mstistisław zu übernehmen. Diese Funktion war seit zwanzig Jahren nicht mehr besetzt und konnte real nicht ausgeübt werden, da der König die Existenz von orthodoxen Eparchien nach der Brester Union untersagt hatte. Ende 1620 wurde Meletius Archimandrit des Heiliggeistklosters in Kiew.
1627 trat er zur unierten Kirche über.

## Schriften
1616 erschien eine Übersetzung eines Lehrevangeliums ins Ruthenische.
Sein bekanntestes Werk ist seine kirchenslawische Grammatik (Грамматіки славєнския правилноє Сvнтаґма, Vievis 1619), in welcher das Neukirchenslawische (oder Meletisch-Kirchenslawische) kodifiziert wurde, das noch heute in der kirchenslawischen Liturgie üblich ist. Diese Grammatik hatte einen enormen Einfluss auf die kirchenslawische Schrifttradition und erlebte mehrere Neuauflagen.